# +1 (canción)
«Plus One» estilizado como «+1» es un sencillo del DJ y productor francés Martin Solveig. Cuenta con la colaboración de la cantante británica Sam White. Se lanzó en Francia el 6 de julio de 2015 por Spinnin' Deep, mientras que en el Reino Unido tuvo su edición el 4 de diciembre de 2015. Se ubicó en los cuarenta primeros de las listas de Francia, Alemania y Bélgica, mientras alcanzó el número 51 en el Reino Unido.

## Videos musicales
El video está dirigido por el propio Martin Solveig bajo la producción de Monsieur L’Agent. Én el, se pueden ver colores llamatívos, sombreros y enormes gafas y hasta un perro disfrazado.

## Lista de canciones
| Descarga digital |                                   |          |  |
| N.º              | Título                            | Duración |  |
| 1.               | «+1 (feat. Sam White)»            | 3:13     |  |
| 2.               | «+1 (feat. Sam White)» (Club Mix) | 5:08     |  |

| EP – Descarga digital (Remixes) |                          |          |  |
| N.º                             | Título                   | Duración |  |
| 1.                              | «+1» (Tujamo Remix)      | 4:13     |  |
| 2.                              | «+1» (Format:B Remix)    | 6:00     |  |
| 3.                              | «+1» (Blonde Remix)      | 4:31     |  |
| 4.                              | «+1» (Bart B More Remix) | 4:55     |  |
| 5.                              | «+1» (Delta Heavy Remix) | 4:17     |  |
| 6.                              | «+1» (Loge21 Remix)      | 3:58     |  |

## Posicionamiento en listas
| Lista (2015)                       | Mejor posición |
| ---------------------------------- | -------------- |
| Alemania (Media Control Charts)    | 38             |
| Bélgica (Flandes) (Ultratop 50)    | 27             |
| Bélgica (Valonia) (Ultratop 50)    | 49             |
| Escocia (Scottish Singles Chart)   | 30             |
| Francia (SNEP)                     | 31             |
| Hungría (Dance Top 40)             | 28             |
| Países Bajos (Mega Single Top 100) | 76             |
| Reino Unido (UK Singles Chart)     | 51             |
| Reino Unido (UK Dance Chart)       | 11             |